# Felipe Calvo Manuel
Felipe Ángel Calvo Manuel (Madrid, 8 de junio de 1955) es un médico oncólogo español. Pionero en el uso de la protonterapia, una terapia de protones para tratar el cáncer, que evita radiar tejidos sanos.

## Biografía
Nacido en Madrid, enfrente del Hospital Gregorio Marañón. Tras licenciarse en Medicina y Cirugía en la Universidad Autónoma de Madrid (1978), realizó la especialización en Oncología Radioterápica en la madrileña Clínica Puerta de Hierro (1983), y el doctorado en la Universidad de Navarra, con la tesis sobre "Estudios clínicos con quimioterapia intra-arterial", por la que consiguió Premio extraordinario (1986).
Nombrado director del Servicio de Oncología Radioterápica de la Clínica Universitaria de Navarra (1985). Después de realizar una estancia de dos años (1991-1993) en Reino Unido y Estados Unidos, en el Departamento de Oncología Radioterápica del Royal Marsden Hospital (Londres) y en el Departamento de Oncología Radioterápica y Medicina Nuclear del Hahnemann University Hospital (Philadelphia), regresó a Madrid, como Jefe del Departamento de Oncología, del Hospital Gregorio Marañón (1993-2017).
Catedrático de la Universidad Complutense de Madrid (2007), y de la Universidad de Navarra (2018). Es miembro de la Real Academia Nacional de Medicina (2013).

### Protonterapia
En 2019 llegó a España la protonterapia, una terapia de protones para tratar el cáncer, que al no tocar las zonas sanas, previene la aparición de secuelas como "la disminución de la función neurocognitiva, alteraciones en el crecimiento, en la capacidad motora o formas graves de cardiopatías precoces". Es la modalidad de radioterapia externa con mayor precisión, que aporta mejor distribución de la dosis exacto-precisión dosimétrica, es decir, una dosis de radiación exacta en el lugar preciso y, por tanto, una menor irradiación de los tejidos sanos y menor riesgo de efectos radioinducidos innecesarios (segundos tumores). La protonterapia utiliza protones de alta energía –un haz de partículas pesadas aceleradas–, que dirige de forma más precisa y controlada la radiación contra el tumor, en comparación con la radioterapia convencional, basada en fotones –haces de alta energía de rayos X–
Se espera que para el 2029 está técnica pueda incorporarse a la gran mayoría de los centros de radioterapia del mundo.
Desde 2020, los doctores Calvo y Martínez Monge, dirigen la Unidad de Protonterapia, en la Clínica Universidad de Navarra en Madrid. Se trata de la primera unidad localizada en un Centro de Cáncer intrahospitalario en España, que incorpora un sincrotrón de Hitachi cuya tecnología está presente en 32 centros clínicos y académicos, entre los que se encuentran referentes internacionales en el tratamiento del cáncer como: Clínica Mayo, MD Anderson, Hospital John's Hopkins, Hospital infantil y de investigación St. Jude's o el Hospital de la Universidad de Hokkaidō.
Sus principales áreas de investigación se centran en la radioterapia de alta precisión, intraoperatoria, pediátrica o radioinmunoterapia.

## Premios y distinciones
- Premio Life Award Achievement, otorgado por la Sociedad Europea de Radioterapia y Oncología - Estro (2021)[11]
- Fellow por la Sociedad Americana de Oncología Radioterápica - Astro (2019).[6]